# Combs-la-Ville
Combs-la-Ville – miejscowość i gmina we Francji, w regionie Île-de-France, w departamencie Sekwana i Marna.
Według danych na rok 1990 gminę zamieszkiwały 19 973 osoby, a gęstość zaludnienia wynosiła 1379 osób/km² (wśród 1287 gmin regionu Île-de-France Combs-la-Ville plasuje się na 143. miejscu pod względem liczby ludności, natomiast pod względem powierzchni na miejscu 181.).